# Chamoy
Chamoy é uma comuna francesa na região administrativa de Grande Leste, no departamento de Aube. Estende-se por uma área de 16,7 km². Em 2010 a comuna tinha 517 habitantes (densidade: 31 hab./km²).